# NGC 4238
NGC 4238 este o galaxie spirală situată în constelația Dragonul. A fost descoperită în 20 martie 1790 de către William Herschel. Se află la o distanță de 36,31 de megaparseci de Pământ.